# Gaffelboklus
Gaffelboklus (Liposcelis brunnea) är en insektsart som beskrevs av Victor Ivanovitsch Motschulsky 1852. Gaffelboklus ingår i släktet Liposcelis och familjen boklöss. Arten är reproducerande i Sverige. Inga underarter finns listade i Catalogue of Life.